# Caspar von Romberg
Caspar von Romberg (* 1575 in Dortmund; † 1641 ebenda) war ein westfälischer Adeliger aus der Familie von Romberg. Seinen Sitz hatte Caspar von Romberg auf Schloss Brünninghausen.
1610 heiratete Caspar von Romberg Anna Theodora von Viermund, die Äbtissin des Klosters Clarenberg. Sie war die jüngste Tochter des Philipp von Viermund auf Schloss Bladenhorst im heutigen Castrop-Rauxel.
Caspar von Romberg begann mit dem systematischen Abbau von Steinkohle, die auf seinen Ländereien im Ardeygebirge oberflächennah zu Tage trat. Grund für die Aufnahme des Bergbaus war die Umstellung der Saline Königsborn auf Kohlefeuerung.
Von Romberg erwarb die Rechte an insgesamt vier Steinkohlebergwerken rund um Haus Brünninghausen. Später sollten diese als Erbstollen betriebenen Bergwerke unter dem Namen Zeche Glückaufsegen zusammengefasst werden.
Sein ältester Sohn und Erbe war Conrad Philipp von Romberg.